# 小行星6067
小行星6067是一颗围绕太阳公转的小行星。1990年8月28日，茲丹卡·瓦弗洛娃在克萊季发现了此天体。
这颗小行星的绝对星等为67.14690049195276等。